# Будинок на вулиці Саксаганського, 46
Будинок на вулиці Саксаганського, 46 — житловий будинок у Голосіївському районі Києва, на вулиці Саксаганського. Зведений наприкінці XIX століття як прибутковий будинок, має статус щойно виявленої пам'ятки історії.

## Опис
Будинок стоїть на значній відстані від червоної лінії забудови, що обумовлюється перепадом висот. П'ятиповерховий (п'ятий поверх надбудований значно пізніше), прямокутний у плані, цегляний, фарбований, односекційний. Чоловий фасад симетричний, одноосьовий, має стримане оздоблення в цегляному стилі. Центральна вісь виділена розкріповкою, площину фасаду вертикально членують канелюровані в нижній частині пілястри. Вікна прямокутні, прикрашені клинчастими замковими каменями, в центральній розкріповці — ширші та на рівні третього—четвертого поверху напівциркульні. Центральні три вікна на третьому—четвертому поверсі додатково декоровані надвіконними зубчастими поясками, надвіконня центрального вікна четвертого поверху прикрашене поребриком.

## Видатні мешканці
На початку XX століття в будинку деякий час жив вчений-механік, основоположник сучасної гідроаеродинаміки Микола Жуковський. У 1901—1904 роках у будинку мешкав архітектор Василь Осьмак.